# Pernille Bendixen
Pernille Bruun Bendixen (født 1. marts 1973 i Aarhus) er en dansk politiker der sad i Odense Byråd fra 2010 til 2017 og i Folketinget for Dansk Folkeparti fra 2015 til 2019.
Bendixen har en baggrund som dagplejer, og har derudover arbejdet i en årrække i detailhandelsbranchen.

## Politisk karriere
I 2014 modtog Bendixen en bødestraf på 3.000 kroner for at bryde sin tavshedspligt ved at videregive fortrolige oplysninger i oktober 2013 under valgkampen til Kommunalvalget 2013.
Ved Folketingsvalget 2015 var Bendixen opstillet i Odense Vest-kredsen og modtog 3.491 personlige stemmer og fik dermed Dansk Folkepartis tredje kredsmandat i Fyns Storkreds.
Hun er børneordfører for partiet.
I 2015 blev hun under et interview foretaget af Radio24syv spurgt indtil nedskæringer i Danmarks ulandsbistand. Under interviewet viste det sig, at hun ikke vidste hvad BNP er. Interviewet blev på under 15 timer set 500.000 gange og delt over 6.000 gange på sociale medier. Det gav sig efterfølgende udslag på Googles indextal for søgte ord. Interviewet rejste debat om, hvor meget man bør forlange et folketingstingsmedlem skal vide.
I et interview året efter spurgte Bendixen retorisk "Vil vi kun have akademisk uddannede politikere, som helt sikkert har styr på BNP?" og havde det indtryk at "mange politikere med en anden baggrund er rigtig dygtige. De har en anden måde at læse papirerne på og en helt solid og fornuftig indgang til tingene. Det kan hurtigt blive meget akademisk og meget teoretisk inde i Folketinget."
Ved Folketingsvalget 2019 var Bendixen opstillet i Fyns Storkreds og modtog 1.492 personlige stemmer og blev dermed Dansk Folkepartis førstesuppleant på Fyn.
I 2021 forlod hun Dansk Folkeparti, på grund af partiets støtte til vaccinepas. Hun meddelte i juni 2024, at hun er blevet medlem af Nye Borgerlige.